# U.S. Route 91
Pour les articles homonymes, voir Route 91.
La U.S. Route 91 (US 91) est une US Route sud–nord de 172,66 miles (277,87 km) reliant Brigham City, Utah à Idaho Falls, Idaho. Malgré sa numérotation se terminant par un "1", la US 91 n'est plus une route traversant le pays. Elle a majoritairement été remplacée par l'I-15. La route relie actuellement les communautés de la Cache Valley à l'I-15. Avant le milieu des années 1970, la US 91 était une route commerciale internationale reliant Long Beach, Californie à la frontière canado-américaine au nord de Sweetgrass, Montana. La US 91 constituait généralement les rues principales des communautés qu'elle traversait dont Las Vegas Boulevard à Las Vegas et State Street à Salt Lake City. Depuis Los Angeles jusqu'à Salt Lake City, la route empruntait la Arrowhead Trail. Un segment de l'ancienne US 91 en Californie est maintenant la SR 91.

## Description du tracé
|       | mi     | km     |
| ----- | ------ | ------ |
| UT    | 45,20  | 72,73  |
| ID    | 127,46 | 205,14 |
| Total | 172,46 | 277,87 |

### Utah

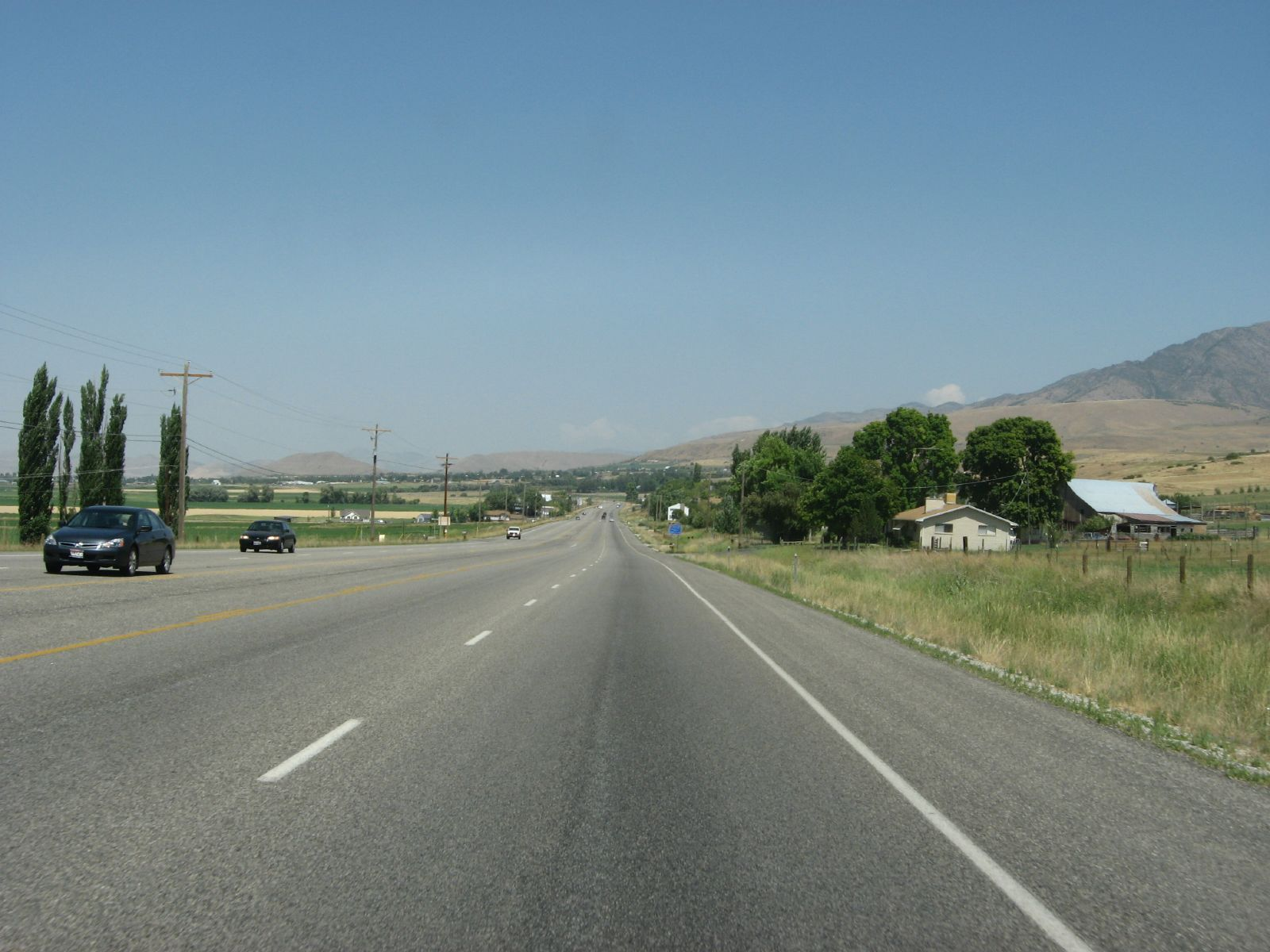
US 91 dans la Cache Valley

La US 91 débute à Brigham City. La route traversait autrefois la ville mais est maintenant utilisée comme voie de contournement sud de la ville. À Brigham City, la US 89 forme un multiplex avec la US 91 jusqu'à Logan. En quittant Brigham City, la route grimpe les Wellsville Mountains. Elle passe par Mantua et atteint Logan. La US 89 se sépare de la US 91 et cette dernière poursuit vers le nord. Elle passe par Smithfield, Richmond et Cove avant d'atteindre la frontière avec l'Idaho.

### Idaho
La US 91 entre en Idaho à Franklin. Elle poursuit son trajet vers le nord et atteint Preston, où elle bifurque vers le nord-ouest. Elle passe par Swanlake et Downey avant d'atteindre l'I-15 à Virginia. Elle forme un multiplex avec l'autoroute jusqu'à Pocatello. Elle traverse ensuite cette ville et se dirige vers le nord en étant parallèle à l'I-15. Elle passe ensuite par Blackfoot et continue vers le nord-est jusqu'à Idaho Falls. Elle prend fin alors qu'elle rencontre la US 26 au sud de la ville. La route se poursuit vers le nord-est comme US 26.

## Histoire
À son apogée, de 1947 à 1965, la US 91 s'étendait de l'Océan Pacifique au Canada. Elle reliait depuis Long Beach, Californie à Coutts, Alberta en passant par six états :
- Californie (jusqu'en 1974),
- Nevada (jusqu'en 1974),
- Arizona (seulement pour un court tronçon dans la région surnommée Arizona Strip, jusqu'en 1974),
- Utah,
- Idaho,
- Montana (jusqu'en 1980).

L'itinéraire historique de la US 91 sert encore de rue principale dans la plupart des villes traversées, comme par exemple Las Vegas Boulevard (en) à Las Vegas et State Street (en) à Salt Lake City.
Dans les zones rurales, l'I-15 a généralement remplacé la US 91.
Un des tronçons en Californie est devenu l'actuelle California State Route 91 (en).

## Intersections majeures
Utah
 I-15 / I-84 à Brigham City
 US 89 à Brigham City. Les routes forment un multiplex jusqu'à Logan.
Idaho
 I-15 à Virginia. Les routes forment un multiplex jusqu'à Pocatello.
 US 30 à McCammon. Les routes forment un multiplex jusqu'à Pocatello.
 I-86 à Pocatello
 I-15 au sud-ouest de Blackfoot
 US 26 à Idaho Falls

## Routes auxiliaires
- US 191, route sud-nord de 2 485 km (1 544 mi) reliant Douglas, Arizona à la frontière canadienne près de Loring, Montana en passant par l'Utah et le Wyoming.
- US 491, route sud-nord reliant Gallup, Nouveau-Mexique à Monticello, Utah, en passant par le Colorado.